# Portada/article juny 4

## Pal·ladianisme
El pal·ladianisme o arquitectura pal·ladiana és un estil arquitectònic originalment creat per l'arquitecte italià Andrea Palladio (1508–1580). Encara que el terme pal·ladià es refereix a l'obra d'aquest autor i a totes aquelles inspirades per ell, el que es coneix com a pal·ladianisme és una evolució dels propis conceptes originals de Palladio.
El desenvolupament del pal·ladianisme com a estil autònom va començar al segle xvi i va continuar fins a finals del segle xviii, on va influir notablement en l'arquitectura neoclàssica, pel seu ampli gust pel clàssic. Aquest estil es va estendre des del Vèneto cap a tot Europa i altres parts del món. Al Regne Unit, el pal·ladianisme va arribar a ser molt popular a mitjans del segle XVII a causa de l'obra de Christopher Wren. En les construccions d'estil clàssic va succeir al Barroc, com una renovació de les formes de l'antiguitat.